# Mandane
Mandane (née vers 584 av. J.-C., morte en ??? av. J.-C.) est la fille d'Astyage, le roi mède ; elle épouse Cambyse Ier de la dynastie perse des Achéménides. Elle donne naissance à Cyrus le Grand, qui renverse la dynastie mède et fonde la dynastie perse achéménide. À ce titre, Mandane est considérée comme la première Chahmâm (impératrice mère) de l'histoire perse.